# Heteroserolis australiensis
Heteroserolis australiensis là một loài chân đều trong họ Serolidae. Loài này được Beddard miêu tả khoa học năm 1884.